# Tatiana Pinto
Tatiana Pinto (Oliveira do Bairro, 28 de março de 1994) é uma futebolista portuguesa que atua como média.
Atualmente , joga pelo Atlético de Madrid.
Fez a sua primeira internacionalização em 2010, fazendo atualmente (2025) parte da Seleção Portuguesa de Futebol Feminino.

## Prémios
- Campeonato Nacional de Futebol Feminino em 2017 com o Sporting Clube de Portugal
- Taça de Portugal em 2017 com o Sporting Clube de Portugal
- Supertaça de Portugal em 2017 com o Sporting Clube de Portugal